# هانس آیشل
هانس آیشل (انگلیسی: Hans Eichel؛ زادهٔ ۲۴ دسامبر ۱۹۴۱) یک سیاست‌مدار اهل آلمان است. وی از ۱۹۹۹ تا ۲۰۰۵ وزیر امور مالی آلمان بود.